# Quán Vân
Quán Vân (chữ Hán phồn thể:灌雲縣, chữ Hán giản thể: 灌云县) là một huyện thuộc địa cấp thị Liên Vân Cảng, tỉnh Giang Tô, Cộng hòa Nhân dân Trung Hoa. Huyện này có diện tích 1880 ki-lô-mét vuông, dân số 1,05 triệu người. Về mặt hành chính, huyện này được chia ra các đơn vị gồm 8 trấn, 12 hương.
- Trấn: Y Sơn, Bản Phố, Dương Tập, Đồng Hưng, Yên Vĩ Cảng, Vu Phong.
- Hương: Long Tư, Y Lô, Hạ Xa, Lỗ Hà, Đồ Hà, Ngân Bắc, Bạch Hiện, Đông Vương Tập, Thi Trang, Tiểu Y, Mục Vu, Đẩu Câu, Nam Cương.
- Nông trường: Đông Tân, Ngũ Đồ Hà, Quán Tây Diêm.